# Proserpinus terlooii
Proserpinus terlooii är en fjärilsart som beskrevs av Edwards 1876. Proserpinus terlooii ingår i släktet Proserpinus och familjen svärmare. Inga underarter finns listade i Catalogue of Life.